# Johann Heinrich Krämer
Johann Heinrich Krämer (* 29. Juli 1793 in Höhn; † 4. Dezember 1863 ebenda) war ein deutscher Gast- und Landwirt und Mitglied des Nassauischen Landtags.

## Leben
Johann Heinrich Krämer wurde als Sohn des Mühlenbesitzers Johann Heinrich Krämer (1756–1832) und dessen Ehefrau Anna Elisabetha Heinz (1765–1805) geboren. Er führte eine Gast- und Landwirtschaft, als er 1848 aus dem Wahlkreis II Rennerod/Marienberg
ein Mandat für den Nassauischen Landtag erhielt. Krämer gehörte dem Club der Rechten an und legte bereits nach einem Jahr sein Mandat nieder. Sein Nachfolger wurde Matthias Schürg.
Anders als die vorhergehenden Landstände bestand das Parlament von 1848 bis 1851 aus einer Kammer, deren Vertreter in 14 Wahlkreisen gewählt wurden.

## Familie
Krämer heiratete am 6. Februar 1821 Margaretha Bill (1793–1865). Über das Vermögen der Eheleute wurde am 6. März 1849 das Konkursverfahren eröffnet.